# سیارک ۱۸۴۹۳
سیارک ۱۸۴۹۳ (به انگلیسی: 18493 Demoleon، نامگذاری:1996HV9)۱۸۴۹۳مین سیارک کشف شده‌است که در ۱۷ آوریل ۱۹۹۶ کشف شد.